# شهرستان پینگله
شهرستان پینگله (به لاتین: Pingle County) یک منطقهٔ مسکونی در چین است که در گویلین واقع شده‌است.